# Liste der Baudenkmale in Bützow
In der Liste der Baudenkmale in Bützow sind alle denkmalgeschützten Bauten der Stadt Bützow (Mecklenburg-Vorpommern) und ihrer Ortsteile aufgelistet (Stand 10. Februar 2021).

## Legende
In den Spalten befinden sich folgende Informationen:
- ID-Nr: Die Nummer wird von den Denkmalämtern der Landkreise vergeben. Wenn sie nicht bekannt ist, bleibt die Spalte leer. In dieser Spalte kann sich zusätzlich das Wort Wikidata befinden, der entsprechende Link führt zu Angaben zu diesem Denkmal bei Wikidata.
- Lage: die Adresse des Denkmales und die geographischen Koordinaten.
Link zu einem Kartenansichtstool, um Koordinaten zu setzen. In der Kartenansicht sind Denkmale ohne Koordinaten mit einem roten bzw. orangen Marker dargestellt und können in der Karte gesetzt werden. Denkmale ohne Bild sind mit einem blauen bzw. roten Marker gekennzeichnet, Denkmale mit Bild mit einem grünen bzw. orangen Marker.
- Bezeichnung: Bezeichnung, so wie sie in den offiziellen Listen der Denkmalämter steht. Ein Link hinter der Bezeichnung führt zum Wikipedia-Artikel über das Denkmal. Wenn die Bezeichnung der Denkmalämter inhaltlich fehlerhaft ist, ist in der Spalte „Beschreibung“ darauf hinzuweisen.
- Beschreibung: Beschreibung des Denkmales
- Bild: ein Bild des Denkmales und gegebenenfalls einen Link zu weiteren Fotos des Denkmals im Medienarchiv Wikimedia Commons

## Baudenkmale nach Siedlungen und Ortsteilen

### Bützow
| ID            | Lage                                                                   | Bezeichnung | Beschreibung | Bild                                                                          |
| ------------- | ---------------------------------------------------------------------- | --- | --- | ----------------------------------------------------------------------------- |
| 0037          | Am Ausfall 1 (Karte)                                                   | Wohnhaus | |                                                                               |
| 0039          | Am Ausfall 32 (Karte)                                                  | ehem. Schulgebäude | ehem. Realgymnasium zu Bützow erbaut 1863 |                                                                               |
| 0040          | Am Ausfall 41 (Karte)                                                  | Wohnhaus | |                                                                               |
| 0041          | Am Ausfall 43 (Karte)                                                  | Geschäftshaus (Druckerei C. Buhr) | | Geschäftshaus (Druckerei C. Buhr)                                             |
| 0036          | Am Ausfall 47 (Karte)                                                  | Transformatorenhaus | |                                                                               |
| 0042          | Am Ausfall 47, 49 (Karte)                                              | Schlauchturm der Freiwilligen Feuerwehr und ehemalige Turnhalle | Die um 1900 erbaute Turnhalle des ehem. Realgymnasium wurde 2001 für den Bau eines Feuerwehrhauses abgerissen. | Schlauchturm der Freiwilligen Feuerwehr und ehemalige Turnhalle               |
| 0239          | Am Hafen 1 (auf früheren Denkmallisten unter Wallstr. geführt) (Karte) | Ahron-Speicher und Ohlerich-Speicher | Speicher I: Kalksandstein-Getreidespeicher aus dem Jahr 1904, erbaut durch die Getreidegroßhandlung Gebrüder Ahron. Speicher II: Stahlbeton-Getreidesilo aus dem Jahr 1936, erbaut durch die Ohlerich und Sohn KG. | Ahron-Speicher und Ohlerich-Speicher                                          |
| 0173          | Am Markt 1 (Karte)                                                     | Rathaus, 1848 | | Weitere Bilder                                                                |
| 0174          | Am Markt 2 (Karte)                                                     | Wohn- und Geschäftshaus mit barocker Tür | | Weitere Bilder                                                                |
| 0176          | Am Markt 5 (Karte)                                                     | Wohnhaus | |                                                                               |
| 0177          | Am Markt 6 (Karte)                                                     | Wohnhaus | | Weitere Bilder                                                                |
| 0178          | Am Markt 7 (Karte)                                                     | Wohnhaus | | Wohnhaus                                                                      |
| 0179          | Am Markt 8 (Karte)                                                     | Wohnhaus | | Wohnhaus                                                                      |
| 0180          | Am Markt (Karte)                                                       | Brunnen „Die Gänse von Bützow“ | | Brunnen „Die Gänse von Bützow“                                                |
| 0057          | An der Bleiche 8 (Karte)                                               | „Alte Badeanstalt“ | |                                                                               |
| 0043          | Bahnhofstraße 40 (Karte)                                               | Bahnhof mit Empfangsgebäude, Gebäude der Güterabfertigung, Wasserturm, Lokschuppen mit Drehscheibe, ehem. Gaswerk, eingeschossiges Nebengebäude (an der südlichen Grenze des Bahnhofsgeländes), Stellwerk, Speicher und kl. Werkstattgebäude | | Weitere Bilder                                                                |
| 0044 Wikidata | Bahnhofstraße 2 (Karte)                                                | ehemaliger Mühlenkomplex, mit Mühlengebäude, Schaufelrad, Speicher, Hof, Mauer mit Tor, Wehr, Schleusenresten und Uferbefestigung der Warnow im Mühlenbereich, ehemaliges Hafenbecken der Warnow                                             | | Weitere Bilder                                                                |
| 0046 Wikidata | Bahnhofstraße 3 (Karte)                                                | Villa | | Weitere Bilder                                                                |
| 0047          | Bahnhofstraße 4/5 (Karte)                                              | Wohnhaus | | Wohnhaus                                                                      |
| 0048          | Bahnhofstraße 7 (Karte)                                                | Wohnhaus | | Wohnhaus                                                                      |
| 0049          | Bahnhofstraße 8a (Karte)                                               | Wohnhaus | | Wohnhaus                                                                      |
| 0051          | Bahnhofstraße 24 (Karte)                                               | ehemalige Molkerei | erste Molkerei in Bützow. | ehemalige Molkerei                                                            |
| 0052          | Bahnhofstraße 33 (Karte)                                               | Ackerbürgerhaus mit Scheune und Stall | |                                                                               |
| 0053          | Bahnhofstraße 34 (Karte)                                               | Prahst’sche Villa (kath. Pfarramt) | | Prahst’sche Villa (kath. Pfarramt)                                            |
| 0054          | Bahnhofstraße 35 (Karte)                                               | Jeppe’sche Villa | Villa des ehemaligen Inhabers der Landwirtschaftlichen Maschinenbauanstalt und Eisengießerei zu Bützow Julius Jeppe sen.(1821–1893). Geburtshaus des Sir Julius Jeppe |                                                                               |
| 0055          | Bahnhofstraße 45 (Karte)                                               | Speicher I und II (jüngerer Speicher am Vierburgweg) | | Speicher I und II (jüngerer Speicher am Vierburgweg)                          |
| 0056          | Bahnhofstraße 48 (Karte)                                               | Villa | |                                                                               |
| 0058          | Breite Straße 1 (Karte)                                                | Wohnhaus | | Wohnhaus                                                                      |
| 0059          | Breite Straße 5 (Karte)                                                | Wohnhaus | | Wohnhaus                                                                      |
| 0060          | Breite Straße 7 (Karte)                                                | Wohnhaus | | Wohnhaus                                                                      |
| 0062          | Breite Straße 12 (Karte)                                               | Wohnhaus | ehemaliges Hotel Erbgrossherzog | Wohnhaus                                                                      |
| 0063          | Breite Straße 17 (Karte)                                               | Wohnhaus | | Wohnhaus                                                                      |
| 0064          | Ellernbruch 6 (Karte)                                                  | Wohnhaus | | Wohnhaus                                                                      |
| 0065          | Ellernbruch 8 (Karte)                                                  | Wohnhaus | | Wohnhaus                                                                      |
| 0066          | Ellernbruch 10 (Karte)                                                 | Reformierte Kirche | 1765 bis 1771 erbaut durch Baumeister Anton Wilhelm Horst | Weitere Bilder                                                                |
| 0068          | Ellernbruch 22/24 (Karte)                                              | Wohnhaus | | Wohnhaus                                                                      |
| 0069          | Fritz-Reuter-Allee (Karte)                                             | Brücke | |                                                                               |
| 0070          | Gartenstraße 2a (Karte)                                                | Wohnhaus | |                                                                               |
| 0071          | Gartenstraße 4 (Karte)                                                 | Wohnhaus | |                                                                               |
| 0072          | Gartenstraße 8 (Karte)                                                 | Wohnhaus | |                                                                               |
| 0073          | Gartenstraße 10 (Karte)                                                | Wohnhaus | |                                                                               |
| 0074          | Gartenstraße 16 (Karte)                                                | Wohnhaus | |                                                                               |
| 0075          | Gartenstraße 20 (Karte)                                                | Wohnhaus | |                                                                               |
| 0076          | Gartenstraße 22 (Karte)                                                | Wohnhaus | |                                                                               |
| 0077          | Gartenstraße 25/27 (Karte)                                             | Wohnhaus | | Wohnhaus                                                                      |
| 0078          | Gartenstraße 28 (Karte)                                                | Wohnhaus | |                                                                               |
| 0079          | Gartenstraße 29 (Karte)                                                | Villa | | Villa                                                                         |
| 0080          | Gartenstraße 30 (Karte)                                                | Wohnhaus | |                                                                               |
| 0081          | Gartenstraße 32 (Karte)                                                | Wohnhaus | |                                                                               |
| 0082          | Gartenstraße 33 (Karte)                                                | Wohnhaus | | Wohnhaus                                                                      |
| 0083          | Gartenstraße 34 (Karte)                                                | Wohnhaus | |                                                                               |
| 0084          | Gartenstraße 37 (Karte)                                                | Wohnhaus | | Wohnhaus                                                                      |
| 0085          | Gartenstraße 42 (Karte)                                                | Wohnhaus | |                                                                               |
| 0086          | Gartenstraße 44 (Karte)                                                | Wohnhaus | |                                                                               |
| 0087          | Gartenstraße 45 (Karte)                                                | Wohnhaus | | Wohnhaus                                                                      |
| 0088          | Gartenstraße 48 (Karte)                                                | Wohnhaus | |                                                                               |
| 0089          | Gödenstraße 1 (Karte)                                                  | Wohnhaus mit Hintergebäude | |                                                                               |
| 0090          | Gödenstraße 2a (Karte)                                                 | Wohnhaus, ehemaliger Speicher | ehemaliger Speicher (giebelständig) und ehemaliges Wirtschaftsgebäude (traufständig) | Wohnhaus, ehemaliger Speicher                                                 |
| 0091          | Gödenstraße 4/6 (Karte)                                                | Doppelwohnhaus | | Doppelwohnhaus                                                                |
| 0096          | Gödenstraße 14 (Karte)                                                 | Wohnhaus | | Wohnhaus                                                                      |
| 0097          | Gödenstraße 16 (Karte)                                                 | Wohnhaus mit Hintergebäude | | Wohnhaus mit Hintergebäude                                                    |
| 0098          | Gödenstraße 18 (Karte)                                                 | Wohnhaus | | Wohnhaus                                                                      |
| 0099          | John-Brinckman-Straße 4/5 (Karte)                                      | Wohnhaus | |                                                                               |
| 0103          | Jungfernstraße 12 (Karte)                                              | Wohnhaus | | Wohnhaus                                                                      |
| 0104          | Jungfernstraße 15a (Karte)                                             | Wohn- und Geschäftshaus | | Wohn- und Geschäftshaus                                                       |
| 0108          | Kirchplatz (Karte)                                                     | Kirche | Dem Baudenkmal Nr. 0108 ist folgendes Kleindenkmale untergliedert: - Lüdersschen Mittag-Sonnenuhr | Weitere Bilder                                                                |
| 0109          | Kirchplatz 1 (Karte)                                                   | Wohnhaus | | Wohnhaus                                                                      |
| 0110          | Kirchplatz 2 (Karte)                                                   | Wohnhaus | | Wohnhaus                                                                      |
| 0111 Wikidata | Kirchenstraße 2 (Karte)                                                | Wohnhaus | ehemaliges Ratsarmenhaus Bützow | Weitere Bilder                                                                |
| 0112          | Kirchenstraße 4 (Karte)                                                | Pfarramt | | Pfarramt                                                                      |
| 0113          | Kirchenstraße 6 (Karte)                                                | Wohnhaus | | Wohnhaus                                                                      |
| 0114          | Kirchenstraße 9/11 (Karte)                                             | Pfarrwitwenhaus | | Pfarrwitwenhaus                                                               |
| 0115          | Kirchenstraße 13 (Karte)                                               | Wohnhaus mit Stallgebäude | ehemaliges Küsterhaus | Weitere Bilder                                                                |
| 0116          | Kirchenstraße 21 (Karte)                                               | Gymnasium | |                                                                               |
| 0117          | Kirchenstraße 22 (Karte)                                               | Wohnhaus | |                                                                               |
| 0118          | Kirchenstraße 24/26 (Karte)                                            | Wohnhaus | |                                                                               |
| 2323          | Kirchenstraße 36 (Karte)                                               | Wohnhaus | |                                                                               |
| 0119          | Langestraße 1a (Karte)                                                 | Pavillon | | Pavillon                                                                      |
| 0122          | Langestraße 4 (Karte)                                                  | Wohnhaus | |                                                                               |
| 0123          | Langestraße 6 (Karte)                                                  | Wohn- und Geschäftshaus | | Wohn- und Geschäftshaus                                                       |
| 0124          | Langestraße 7 (Karte)                                                  | Wohn- und Geschäftshaus | | Wohn- und Geschäftshaus                                                       |
| 0125          | Langestraße 8 (Karte)                                                  | Wohn und Geschäftshaus mit Hintergebäude (Fachwerk) | | Wohn und Geschäftshaus mit Hintergebäude (Fachwerk)                           |
| 0126          | Langestraße 9 (Karte)                                                  | Hotel „Bützower Hof“ mit Hintergebäuden | | Hotel „Bützower Hof“ mit Hintergebäuden                                       |
| 0127          | Langestraße 10 (Karte)                                                 | Wohn- und Geschäftshaus | | Wohn- und Geschäftshaus                                                       |
| 0128          | Langestraße 11 (Karte)                                                 | Wohn- und Geschäftshaus | | Wohn- und Geschäftshaus                                                       |
| 0129          | Langestraße 12 (Karte)                                                 | Ehemalige Post | ehem. Kaiserliches Postamt erbaut 1887 | Ehemalige Post                                                                |
| 0130          | Langestraße 13 (Karte)                                                 | Wohn- und Geschäftshaus | | Wohn- und Geschäftshaus                                                       |
| 0131          | Langestraße 15 (Karte)                                                 | Wohn- und Geschäftshaus | | Wohn- und Geschäftshaus                                                       |
| 0132          | Langestraße 20 (Karte)                                                 | Wohn- und Geschäftshaus | ehem. Eisen- u. Kurzwarenhandlung A. Biermann Das Haus wurde von Heinrich Theodor August Biermann (Kaufmann und Senator der Stadt Bützow) um 1900 erbaut. | Wohn- und Geschäftshaus                                                       |
| 0133          | Langestraße 21 (Karte)                                                 | Wohn- und Geschäftshaus | ehem. Spezialitätengeschäft „Wein und Cigarren“ Im hinteren Anbau befand sich das Kino „Apollo Lichtspiele“ von Gustav Schröder (Kino Schröder). | Wohn- und Geschäftshaus                                                       |
| 0134          | Langestraße 22 (Karte)                                                 | Wohnhaus mit Hintergebäude | | Wohnhaus mit Hintergebäude                                                    |
| 0135          | Langestraße 23 (Karte)                                                 | Wohn- und Geschäftshaus | | Wohn- und Geschäftshaus                                                       |
| 0136          | Langestraße 24 (Karte)                                                 | Wohn- und Geschäftshaus | | Wohn- und Geschäftshaus                                                       |
| 0137          | Langestraße 25 (Karte)                                                 | Wohn- und Geschäftshaus | | Wohn- und Geschäftshaus                                                       |
| 0138          | Langestraße 26 (Karte)                                                 | Wohn- und Geschäftshaus | |                                                                               |
| 0139          | Langestraße 27 (Karte)                                                 | Wohn- und Geschäftshaus (Ratsapotheke) | | Wohn- und Geschäftshaus (Ratsapotheke)                                        |
| 0140          | Langestraße 29 (Karte)                                                 | Wohn- und Geschäftshaus | | Wohn- und Geschäftshaus                                                       |
| 0141          | Langestraße 31 (Karte)                                                 | Wohn- und Geschäftshaus | | Wohn- und Geschäftshaus                                                       |
| 0142          | Langestraße 33 (Karte)                                                 | Wohn- und Geschäftshaus | | Wohn- und Geschäftshaus                                                       |
| 0143          | Langestraße 34 (Karte)                                                 | Wohn- und Geschäftshaus | | Wohn- und Geschäftshaus                                                       |
| 0144          | Langestraße 35 (Karte)                                                 | Wohn- und Geschäftshaus (Sparkasse) | | Wohn- und Geschäftshaus (Sparkasse)                                           |
| 0145          | Langestraße 37 (Karte)                                                 | Wohn- und Geschäftshaus mit Hinterhaus | | Wohn- und Geschäftshaus mit Hinterhaus                                        |
| 0146          | Langestraße 38 (Karte)                                                 | Wohn- und Geschäftshaus mit rückwärtigem Speicher (am Kirchenplatz) mit Winde | | Wohn- und Geschäftshaus mit rückwärtigem Speicher (am Kirchenplatz) mit Winde |
| 0147          | Langestraße 39 (Karte)                                                 | Hofgebäude | |                                                                               |
| 0148          | Langestraße 40 (Karte)                                                 | Wohn- und Geschäftshaus mit Speicher am Kirchplatz mit Winde | | Wohn- und Geschäftshaus mit Speicher am Kirchplatz mit Winde                  |
| 0150          | Langestraße 46 (Karte)                                                 | Wohn- und Geschäftshaus | | Wohn- und Geschäftshaus                                                       |
| 0151          | Langestraße 47 (Karte)                                                 | Wohn- und Geschäftshaus | |                                                                               |
| 0152          | Langestraße 49 (Karte)                                                 | Wohn- und Geschäftshaus | |                                                                               |
| 0153          | Langestraße 51 (Karte)                                                 | Wohn- und Geschäftshaus | | Wohn- und Geschäftshaus                                                       |
| 0154          | Langestraße 53 (Karte)                                                 | Wohn- und Geschäftshaus mit Jugendstilfenstern | |                                                                               |
| 0155          | Langestraße 54 (Karte)                                                 | Wohn- und Geschäftshaus | | Wohn- und Geschäftshaus                                                       |
| 0156          | Langestraße 55 (Karte)                                                 | Wohn- und Geschäftshaus | | Wohn- und Geschäftshaus                                                       |
| 0157          | Langestraße 57 (Karte)                                                 | Wohn- und Geschäftshaus | | Wohn- und Geschäftshaus                                                       |
| 0158          | Langestraße 58 (Karte)                                                 | Wohn- und Geschäftshaus, Gaststätte „Deutsches Haus“ | | Wohn- und Geschäftshaus, Gaststätte „Deutsches Haus“                          |
| 0159          | Langestraße 59 (Karte)                                                 | Wohn- und Geschäftshaus | | Wohn- und Geschäftshaus                                                       |
| 0160          | Langestraße 60/62 (Karte)                                              | Wohn- und Geschäftshaus | | Wohn- und Geschäftshaus                                                       |
| 0161          | Langestraße 63 (Karte)                                                 | Wohn- und Geschäftshaus | | Wohn- und Geschäftshaus                                                       |
| 0162          | Langestraße 64 (Karte)                                                 | Wohn- und Geschäftshaus | |                                                                               |
| 0163          | Langestraße 65 (Karte)                                                 | Wohn- und Geschäftshaus | | Wohn- und Geschäftshaus                                                       |
| 0164          | Langestraße 67 (Karte)                                                 | Wohn- und Geschäftshaus | | Wohn- und Geschäftshaus                                                       |
| 0165          | Langestraße 66/68/70 (Karte)                                           | Wohnhaus | | Wohnhaus                                                                      |
| 0166          | Langestraße 69 (Karte)                                                 | Wohn- und Geschäftshaus | | Wohn- und Geschäftshaus                                                       |
| 0167          | Mantzelstraße 2 (Karte)                                                | Wohnhaus | |                                                                               |
| 0168          | Mantzelstraße 4 (Karte)                                                | Wohnhaus | |                                                                               |
| 0171          | Mantzelstraße 9 (Karte)                                                | Haustür | |                                                                               |
| 0172          | Mantzelstraße 10 (Karte)                                               | ehem. Synagoge | |                                                                               |
| 0182          | Neue Bahnhofstraße 81 (Karte)                                          | Wohnhaus | | Wohnhaus                                                                      |
| 0183          | Pfaffenstraße 1 (Karte)                                                | Wohn- und Geschäftshaus | | Wohn- und Geschäftshaus                                                       |
| 0184          | Pfaffenstraße 3 (Karte)                                                | Wohnhaus | ehemalige Sternwarte der Universität Bützow | Wohnhaus                                                                      |
| 0185          | Pfaffenstraße 8 (Karte)                                                | Wohnhaus | | Wohnhaus                                                                      |
| 0186          | Pfaffenstraße 11 (Karte)                                               | Pfarrhaus der Reformierten Gemeinde | | Pfarrhaus der Reformierten Gemeinde                                           |
| 0187          | Pferdemarkt 1 (Karte)                                                  | Wohnhaus | | Wohnhaus                                                                      |
| 0189          | Pferdemarkt 3 (Karte)                                                  | Wohnhaus | | Wohnhaus                                                                      |
| 0191          | Pferdemarkt 5 (Karte)                                                  | ehemaliges Heiliggeist-Spital mit Kapelle und Einfriedungsmauer | | Weitere Bilder                                                                |
| 0192          | Pferdemarkt 6/7 (Karte)                                                | Torhäuser | |                                                                               |
| 0193          | Pferdemarkt 8 (Karte)                                                  | Wohnhaus | | Wohnhaus                                                                      |
| 0194          | Pferdemarkt 9 (Karte)                                                  | Wohnhaus | | Wohnhaus                                                                      |
| 0195          | Pferdemarkt 11 (Karte)                                                 | Wohnhaus | | Wohnhaus                                                                      |
| 0196          | Pferdemarkt 17 (Karte)                                                 | Wohnhaus | | Wohnhaus                                                                      |
| 0201          | Rühner Straße 6 (Karte)                                                | Wohnhaus | |                                                                               |
| 0203          | Rühner Straße 8 (Karte)                                                | Wohnhaus | |                                                                               |
| 0204          | Rühner Straße 9 (Karte)                                                | Wohnhaus | |                                                                               |
| 0205          | Rühner Straße 10 (Karte)                                               | Wohnhaus | |                                                                               |
| 0206          | Rühner Straße 11 (Karte)                                               | Wohnhaus | |                                                                               |
| 0207          | Rühner Straße 12 (Karte)                                               | Wohnhaus | |                                                                               |
| 0208          | Rühner Straße 13 (Karte)                                               | Wohn- und Geschäftshaus | |                                                                               |
| 0209          | Rühner Straße 14 (Karte)                                               | Wohnhaus | | Wohnhaus                                                                      |
| 0210          | Rühner Straße 16 (Karte)                                               | Wohnhaus | 1905 wurde das einstöckige Haus um eine Etage erhöht | Wohnhaus                                                                      |
| 0211          | Rühner Straße 18 (Karte)                                               | Wohnhaus | |                                                                               |
| 0212          | Rühner Straße 20 (Karte)                                               | Wohnhaus | |                                                                               |
| 0213          | Rühner Straße 22 (Karte)                                               | Wohnhaus | | Wohnhaus                                                                      |
| 0214          | Rühner Straße 24 (Karte)                                               | Wohnhaus | |                                                                               |
| 0218          | Schlossplatz 2 (Karte)                                                 | Museum, Bibliothek („Krummes Haus“) | Das Gebäude wurde als Teil der bischöflichen Burg im 15. Jahrhundert gebaut und war zunächst Wirtschaftsgebäude und Pferdestall, später Bibliothek und im 20. Jahrhundert als Wohnhaus genutzt. Seit 2000 beherbergt es das Heimatmuseum und die Stadtbibliothek.                                                                             | Weitere Bilder                                                                |
| 0217          | Schlossplatz 3 (Karte)                                                 | Verwaltungsgebäude | Das Gebäude wurde zwischen 1902 und 1904 als Weiberhaus für das Großherzogliche Centralgefängnis zu Bützow errichtet. | Verwaltungsgebäude                                                            |
| 0215          | Schlossplatz 3 (Karte)                                                 | ehem. Amtshaus | Im Jahre 1854 wurde das Gebäude als Amtshaus für das Domanialamt Bützow-Rühn erbaut. | ehem. Amtshaus                                                                |
| 0216          | Schlossplatz 5 (Karte)                                                 | Schloss | | Weitere Bilder                                                                |
| 0221          | Schlossstraße                                                          | Stadtgraben | |                                                                               |
| 0222          | Schlossstraße 1 (Karte)                                                | Wohn- und Geschäftshaus mit Speicher und Winde | | Wohn- und Geschäftshaus mit Speicher und Winde                                |
| 0223          | Schlossstraße 3 (Karte)                                                | Wohn- und Geschäftshaus | |                                                                               |
| 0224          | Schlossstraße 5 (Karte)                                                | Wohn- und Geschäftshaus | | Wohn- und Geschäftshaus                                                       |
| 0225          | Schlossstraße 7 (Karte)                                                | Wohnhaus | | Wohnhaus                                                                      |
| 0226          | Schlossstraße 8 (Karte)                                                | Kaufhaus | 1890 eröffnete Gustav Ramelow in der Schlossstraße 8 ein Manufakturwarengeschäft. 1903 baute er das Manufakturwarengeschäft zu einem stattlichen Kaufhaus um. 1920 entwarf der Architekt Fritz Ebhardt (1894–1958), Schwiegersohn von Ramelow und Sohn des Burgenbauers Bodo Ebhardt, ein größeres Kaufhaus. So entstand die heutige Ansicht. | Kaufhaus                                                                      |
| 0227          | Schlossstraße 9 (Karte)                                                | ehem. Hotel | | ehem. Hotel                                                                   |
| 0228          | Schlossstraße 10 (Karte)                                               | Wohn- und Geschäftshaus und Hintergebäude | | Wohn- und Geschäftshaus und Hintergebäude                                     |
| 0229          | Schlossstraße 12/14 (Karte)                                            | Wohnhaus | | Wohnhaus                                                                      |
| 0230          | Schlossstraße 16 (Karte)                                               | Wohnhaus | | Weitere Bilder                                                                |
| 0231          | Vor dem Rostocker Tor 12 (Karte)                                       | Wohnhaus | |                                                                               |
| 0232          | Vor dem Rühner Tor 2 (Karte)                                           | Lokal | |                                                                               |
| 0233          | Vor dem Rühner Tor 9 (Karte)                                           | Wohnhaus | |                                                                               |
| 0237          | Vor dem Rühner Tor 32 (Karte)                                          | Wohnhaus | |                                                                               |
| 0238          | Vor dem Rühner Tor 26a (Karte)                                         | ehem. Scheune | |                                                                               |
| 0240          | 1. Wallstraße 9 (Karte)                                                | Wohnhaus | |                                                                               |
| 0241          | 1. Wallstraße 22 (Karte)                                               | Wohnhaus | |                                                                               |
| 0242          | 1. Wallstraße 35 (Karte)                                               | Wohnhaus | |                                                                               |
| 0243          | 1. Wallstraße 49 (Karte)                                               | Speicher im Hof des Wohnhauses | |                                                                               |
| 0244          | 1. Wallstraße 53 (Karte)                                               | Wohnhaus | |                                                                               |
| 0245          | 1. Wallstraße 55 (Karte)                                               | Wohnhaus | |                                                                               |
| 0247          | 2. Wallstraße 21 (Karte)                                               | Wohnhaus | |                                                                               |
| 0248          | 2. Wallstraße 23 (Karte)                                               | Wohnhaus mit Gedenktafel für Ernst Mundt | |                                                                               |
| 0250          | 3. Wallstraße 11 (Karte)                                               | Wohnhaus | | Wohnhaus                                                                      |
| 0251          | 3. Wallstraße 12 (Karte)                                               | Wohnhaus | | Wohnhaus                                                                      |
| 0252          | 4. Wallstraße 9 (Karte)                                                | Wohnhaus | |                                                                               |
| 0255          | 4. Wallstraße (Karte)                                                  | Stall (zwischen Nr. 25 und 27) | |                                                                               |
| 0253          | 5. Wallstraße 2 (Karte)                                                | Wohnhaus | | Wohnhaus                                                                      |
| 0256          | 6. Wallstraße 2 (Karte)                                                | Wohnhaus | |                                                                               |
| 0259          | 6. Wallstraße 7 (Karte)                                                | Wohnhaus mit Stall | |                                                                               |
| 0260          | Wilhelm-Raabe-Straße 4 (Karte)                                         | Wohnhaus | |                                                                               |
| 0262          | Wollenweberstraße 2 (Karte)                                            | Wohnhaus | | Wohnhaus                                                                      |
| 0263          | Wollenweberstraße 3 (Karte)                                            | Wohnhaus | | Wohnhaus                                                                      |
| 0266          | Wollenweberstraße 7 (Karte)                                            | Wohnhaus mit Hintergebäude | | Wohnhaus mit Hintergebäude                                                    |
| 0268          | Wollenweberstraße 9 (Karte)                                            | Wohnhaus | | Wohnhaus                                                                      |
| 02335         | Wollenweberstraße 11 (Karte)                                           | Wohnhaus | |                                                                               |

#### Dreibergen
| ID      | Lage                                        | Bezeichnung | Beschreibung | Bild |
| ------- | ------------------------------------------- | --- | ------------ | --- |
| 0269    | Wismarsche Str./Kühlungsborner Str. (Karte) | Dem Baudenkmal Nr. 0269 sind folgende Denkmale und Kleindenkmale untergliedert: - Friedhof - Friedhofskapelle - Mausoleen - Jüdischer Friedhof - Ehrenfriedhof mit Mahnmal für Opfer des Nationalsozialismus - Grabmal Ernst Mundt - Grabmal Wilhelm Paschen und Frau - Grabmal Heinrich Lenschau |              | Dem Baudenkmal Nr. 0269 sind folgende Denkmale und Kleindenkmale untergliedert: * Friedhof * Friedhofskapelle * Mausoleen * Jüdischer Friedhof * Ehrenfriedhof mit Mahnmal für Opfer des Nationalsozialismus * Grabmal Ernst Mundt * Grabmal Wilhelm Paschen und Frau * Grabmal Heinrich Lenschau |
| 0270    | Kühlungsborner Straße (Karte)               | Justizvollzugsanstalt mit dem Kernbau (Haus 12), dem „Weiberhaus“ (Haus 2), Torhaus (Haus 5) |              | |
| zu 0270 | Kühlungsborner Straße 24/25 (Karte)         | funktional zugehöriges Wohnhaus mit Stall |              | |
| zu 0270 | Kühlungsborner Straße 26/27 (Karte)         | funktional zugehöriges Wohnhaus mit Stall |              | |
| zu 0270 | Kühlungsborner Straße 28/29 (Karte)         | funktional zugehöriges Wohnhaus mit Stall |              | |
| zu 0270 | Kühlungsborner Straße 30/31 (Karte)         | funktional zugehöriges Wohnhaus mit Stall |              | |
| zu 0270 | Kühlungsborner Straße 32/33 (Karte)         | funktional zugehöriges Wohnhaus mit Stall |              | |
| zu 0270 | Kühlungsborner Straße 34/35 (Karte)         | funktional zugehöriges Wohnhaus mit Stall |              | |
| zu 0270 | Kühlungsborner Straße 37/38 (Karte)         | funktional zugehöriges Wohnhaus mit Stall |              | |
| zu 0270 | Kühlungsborner Straße 42/43 (Karte)         | funktional zugehöriges Wohnhaus mit Stall |              | |
| zu 0270 | Kühlungsborner Straße 44/45 (Karte)         | funktional zugehöriges Wohnhaus mit Stall |              | |
| zu 0270 | Kühlungsborner Straße 46/47 (Karte)         | funktional zugehöriges Wohnhaus mit Stall |              | |
| zu 0270 | Kühlungsborner Straße 48/49 (Karte)         | funktional zugehöriges Wohnhaus mit Stall |              | |
| zu 0270 | Kühlungsborner Straße 50/51 (Karte)         | funktional zugehöriges Wohnhaus mit Stall |              | |
| 0271    | Wismarsche Straße 10 (Karte)                | Wasserturm |              | Wasserturm |
| 0272    | Wismarsche Straße 10 (Karte)                | Pumpenhaus |              | |

### Parkow
| ID   | Lage                       | Bezeichnung             | Beschreibung | Bild |
| ---- | -------------------------- | ----------------------- | ------------ | ---- |
| 0395 | Neuendorfer Weg 25 (Karte) | ehem. Gasthaus mit Saal |              |      |

### Wolken
| ID   | Lage                      | Bezeichnung    | Beschreibung                                                               | Bild           |
| ---- | ------------------------- | -------------- | -------------------------------------------------------------------------- | -------------- |
| 0273 | Zepeliner Straße          | Scheune        | Frühere Denkmallisten nannten noch Gutsanlage und Stall neben der Scheune. |                |
| 0274 | Schwaaner Str. 31 (Karte) | Bahnwärterhaus |                                                                            | Bahnwärterhaus |

## Ehemalige Denkmale

### Bützow
| ID   | Lage                             | Bezeichnung                                                                  | Beschreibung                                                                | Bild     |
| ---- | -------------------------------- | ---------------------------------------------------------------------------- | --------------------------------------------------------------------------- | -------- |
|      | Am Ausfall 7 (Karte)             | Wohnhaus                                                                     |                                                                             |          |
| 0045 | Bahnhofstraße (Karte)            | Straßenbrücke im Mühlenbereich                                               |                                                                             |          |
| 0050 | Bahnhofstraße 9 (Karte)          | Wohnhaus                                                                     |                                                                             | Wohnhaus |
|      | Breite Straße 8 (Karte)          | Wohnhaus                                                                     |                                                                             |          |
|      | Ellernbruch 19 (Karte)           | Wohnhaus                                                                     |                                                                             |          |
|      | Gödenstraße 5 (Karte)            | Wohnhaus mit Wirtschaftsgebäude                                              |                                                                             |          |
|      | Gödenstraße 9 (Karte)            | Wohnhaus                                                                     |                                                                             |          |
|      | Gödenstraße 10 (Karte)           | Wohnhaus                                                                     |                                                                             |          |
|      | Gödenstraße 13 (Karte)           | Wohnhaus                                                                     |                                                                             |          |
|      | Jungfernstraße 3 (Karte)         | Wohnhaus mit Hintergebäude; 2011–2012 abgerissen                             |                                                                             |          |
|      | Jungfernstraße 9 (Karte)         | Haustür                                                                      |                                                                             |          |
|      | Jungfernstraße 11 (Karte)        | Haustür                                                                      |                                                                             |          |
|      | Jungfernstraße 16 (Karte)        | Wohnhaus                                                                     |                                                                             | Wohnhaus |
|      | Jungfernstraße 24 (Karte)        | Wohnhaus                                                                     |                                                                             | Wohnhaus |
| 0107 | Jungfernstraße 26 (Karte)        | Wohnhaus                                                                     |                                                                             | Wohnhaus |
|      | Langestraße                      | Wilhelm-Pieck-Denkmal (Ecke Markt)                                           |                                                                             |          |
|      | Langestraße 2 (Karte)            | Wohnhaus                                                                     |                                                                             | Wohnhaus |
|      | Langestraße 45 (Karte)           | Wohn- und Geschäftshaus                                                      |                                                                             |          |
|      | Mantzelstraße 6 (Karte)          | Wohnhaus                                                                     |                                                                             |          |
|      | Mantzelstraße 8 (Karte)          | Haustür                                                                      |                                                                             |          |
|      | Markt 3 (Karte)                  | Wohnhaus                                                                     |                                                                             |          |
| 0181 | Neue Bahnhofstraße 15 (Karte)    | ehemalige Molkerei                                                           |                                                                             |          |
|      | Pferdemarkt 2 (Karte)            | Wohnhaus                                                                     |                                                                             | Wohnhaus |
|      | Pferdemarkt 4 (Karte)            | Wohnhaus                                                                     |                                                                             | Wohnhaus |
|      | Pferdemarkt 20 (Karte)           | Wohnhaus                                                                     |                                                                             | Wohnhaus |
|      | Pferdemarkt                      | Gedenkstein für Otto Grotewohl                                               | mit Stand Juli 2013 befindet sich der Gedenkstein nicht mehr am Pferdemarkt |          |
| 201  | Rühner Straße 2 (Karte)          | Wohnhaus                                                                     |                                                                             |          |
|      | Rühner Straße 3 (Karte)          | Wohnhaus                                                                     |                                                                             |          |
|      | Rühner Straße 7 (Karte)          | Wohnhaus                                                                     |                                                                             |          |
|      | Schloßplatz 9 (Karte)            | Wohnhaus                                                                     |                                                                             |          |
|      | Schloßplatz 10 (Karte)           | Wohnhaus                                                                     |                                                                             |          |
|      | Schloßplatz                      | Gedenkstein für Ernst Thälmann                                               |                                                                             |          |
|      | Vor dem Rühner Tor 20/22 (Karte) | Fabrik mit Villa, Garten mit Gedenkstein für E. Mundt, Fabrikhalle mit Anbau |                                                                             |          |
|      | Vor dem Rühner Tor 24 (Karte)    | Wohnhaus mit Hofbebauung                                                     |                                                                             |          |
|      | Vor dem Rühner Tor 26 (Karte)    | Wohn- und Geschäftshaus                                                      |                                                                             |          |
|      | 2. Wallstraße 1 (Karte)          | Wirtschaftsgebäude                                                           |                                                                             |          |
|      | 2. Wallstraße 32 (Karte)         | Wohnhaus                                                                     |                                                                             |          |
|      | 5. Wallstraße 13 (Karte)         | Wohnhaus                                                                     |                                                                             |          |
|      | 6. Wallstraße 4 (Karte)          | Wohnhaus                                                                     |                                                                             |          |
|      | 6. Wallstraße 5 (Karte)          | Wohnhaus                                                                     |                                                                             |          |
|      | Wismarsche Straße (Karte)        | Wohnhaus (gegenüber Straße Am Forsthof)                                      |                                                                             |          |
|      | Wollenweberstraße 4 (Karte)      | Wohnhaus                                                                     |                                                                             | Wohnhaus |
|      | Wollenweberstraße 6              | Wohnhaus                                                                     | das Haus existiert im Juli 2013 nicht mehr                                  |          |
|      | Wollenweberstraße 8 (Karte)      | Wohnhaus                                                                     |                                                                             | Wohnhaus |

### Vierburg
| ID | Lage                  | Bezeichnung                              | Beschreibung | Bild |
| -- | --------------------- | ---------------------------------------- | ------------ | ---- |
|    | ehemalige Zollstation | Gaststätte mit Inschrift der Zollstation |              |      |

## Quelle
Denkmalliste des Landkreises Rostock A ‐ Z (Stand: 10. Februar 2021; PDF, 497 KB)